# 中野會
中野會（中野会）、本部事務所設置在大阪府大阪市天王寺區，日本的指定暴力團之一。正式成員在1996年約1500人，到2002年約140人。第五代山口組的2次團體，1997年絕緣、2005年解散。
『中野會』原第三代山口組 初代山健組旗下團體。1989年6月 升格為山口組直參的2次團體。1990年7月5日，中野會長就任山口組若頭補佐。1992年2月 原代理會長・井奥文夫（井奧會會長）升格為山口組直參。1996年7月10日 中野在京都八幡的理髮店遭第四代會津小鐵（會長・高山登久太郎）系組員槍擊。當時，山口組若頭・宅見 勝（宅見組組長）介入引敵為友，讓中野極為不滿；1997年8月28日 旗下的暗殺部隊赴命槍殺山口組若頭・宅見 勝。1997年8月31日 山口組將其“破門”。1997年9月3日 山口組組長與之絕緣。2005年8月7日 中野會解散。

## 最高幹部
- 會長・中野太郎（第五代山口組若頭補佐）
- 代理會長・安部重德（安部組組長）
- 相談役・大森〔名不明〕（大森組組長）
- 相談役・澤田勝男（澤田組組長）
- 副會長・矢野康夫（若野康夫。太龍會會長）
- 副會長・弘田憲二（弘田組組長）
- 初任若頭・山下重夫（十河繁夫。山重組組長）
- 次任若頭・加藤真介（加藤總業組長）
- 舍弟頭・桑原真一（誠和會會長）